# Excideuil
Ne doit pas être confondu avec Exideuil-sur-Vienne.
Excideuil est une commune française située dans le département de la Dordogne, en région Nouvelle-Aquitaine.
Chef-lieu du canton d'Excideuil de 1790 à 2015, la commune est devenue à cette date le bureau centralisateur du canton d'Isle-Loue-Auvézère.

## Géographie

### Généralités
Dans le quart nord-est du département de la Dordogne, en Périgord central, la commune d'Excideuil est située entre les hautes vallées de l'Isle et de l'Auvézère, dans un paysage de causse, traversée par la Loue, rivière affluent de l'Isle et sous-affluent de la Dordogne.
Situé à environ 60 kilomètres de Limoges, 40 kilomètres de Périgueux, 15 kilomètres de Hautefort et 12 kilomètres de Tourtoirac, le bourg d'Excideuil s'étale dans la vallée de la Loue, en rive droite, et se prolonge en périphérie par les communes de Saint-Martial-d'Albarède, Saint-Médard-d'Excideuil et le village de Saint-Martin. Il est traversé par les routes départementales 67, 76, 77 et 705.
La commune est localement célèbre pour son château médiéval, bâti sur une motte féodale et plusieurs fois assiégé.

### Communes limitrophes
Excideuil est limitrophe de quatre autres communes.
|                          | Clermont-d'Excideuil |                          |
| Saint-Martial-d'Albarède | Excideuil            | Saint-Médard-d'Excideuil |
|                          | Saint-Raphaël        |                          |

### Géologie et relief

#### Géologie
Situé sur la plaque nord du Bassin aquitain et bordé à son extrémité nord-est par une frange du Massif central, le département de la Dordogne présente une grande diversité géologique. Les terrains sont disposés en profondeur en strates régulières, témoins d'une sédimentation sur cette ancienne plate-forme marine. Le département peut ainsi être découpé sur le plan géologique en quatre gradins différenciés selon leur âge géologique. Excideuil est située dans le deuxième gradin à partir du nord-est, un plateau formé de roches calcaires très dures du Jurassique que la mer a déposées par sédimentation chimique carbonatée, en bancs épais et massifs.
Les couches affleurantes sur le territoire communal sont constituées de formations superficielles du Quaternaire et de roches sédimentaires datant pour certaines du Cénozoïque, et pour d'autres du Mésozoïque. La formation la plus ancienne, notée l1, date de l'Hettangien inférieur, une alternance de calcaires dolomitiques, marnes dolomitiques, d'argilites et de grès fins. La formation la plus récente, notée CFp, fait partie des formations superficielles de type colluvions indifférenciées de versant, de vallon et plateaux issues d'alluvions, molasses, altérites. Le descriptif de ces couches est détaillé dans  les feuilles « no 759 - Périgueux (est) » et « no 760 - Juillac » de la carte géologique au 1/50 000 de la France métropolitaine, et leurs notices associées,.

Carte géologique d'Excideuil.

#### Relief et paysages
Le département de la Dordogne se présente comme un vaste plateau incliné du nord-est (491 m, à la forêt de Vieillecour dans le Nontronnais, à Saint-Pierre-de-Frugie) au sud-ouest (2 m à Lamothe-Montravel). L'altitude du territoire communal varie quant à elle entre 140 m au nord-est du lieu-dit Sarconnat, là où la Loue quitte la commune pour entrer sur celle de Saint-Martial-d'Albarède, juste en amont du pont de l'ancienne voie ferrée et 253 m à l'extrême-sud-est, à quelques dizaines de mètres de la commune de Saint-Médard-d'Excideuil, au sud du lieu-dit Lescuras.
Dans le cadre de la Convention européenne du paysage entrée en vigueur en France le 1er juillet 2006, renforcée par la loi du 8 août 2016 pour la reconquête de la biodiversité, de la nature et des paysages, un atlas des paysages de la Dordogne a été élaboré sous maîtrise d’ouvrage de l’État et publié en octobre 2020. Les paysages du département s'organisent en huit unités paysagères et 14 sous-unités. La commune fait partie du Périgord central, un paysage vallonné, aux horizons limités par de nombreux bois, plus ou moins denses, parsemés de prairies et de petits champs.
La superficie cadastrale de la commune publiée par l'Insee, qui sert de référence dans toutes les statistiques, est de 5,02 km2,,. La superficie géographique, issue de la BD Topo, composante du Référentiel à grande échelle produit par l'IGN, est quant à elle de 5,24 km2.

### Hydrographie

#### Réseau hydrographique
La commune est située dans le bassin de la Dordogne au sein du Bassin Adour-Garonne. Elle est drainée par la Loue, le Pontillou, et par plusieurs petits cours d'eau, qui constituent un réseau hydrographique de 8 km de longueur totale,.
La Loue, d'une longueur totale de 50,87 km, prend sa source dans la Haute-Vienne dans la commune de Saint-Yrieix-la-Perche et se jette dans l'Isle en rive gauche à Coulaures,. Elle traverse la commune du nord-est à l'ouest sur 1,7 km.
Son affluent de rive droite le Pontillou arrose le territoire communal à l'est sur un kilomètre dont 850 mètres servent de limite face à Saint-Médard-d'Excideuil.

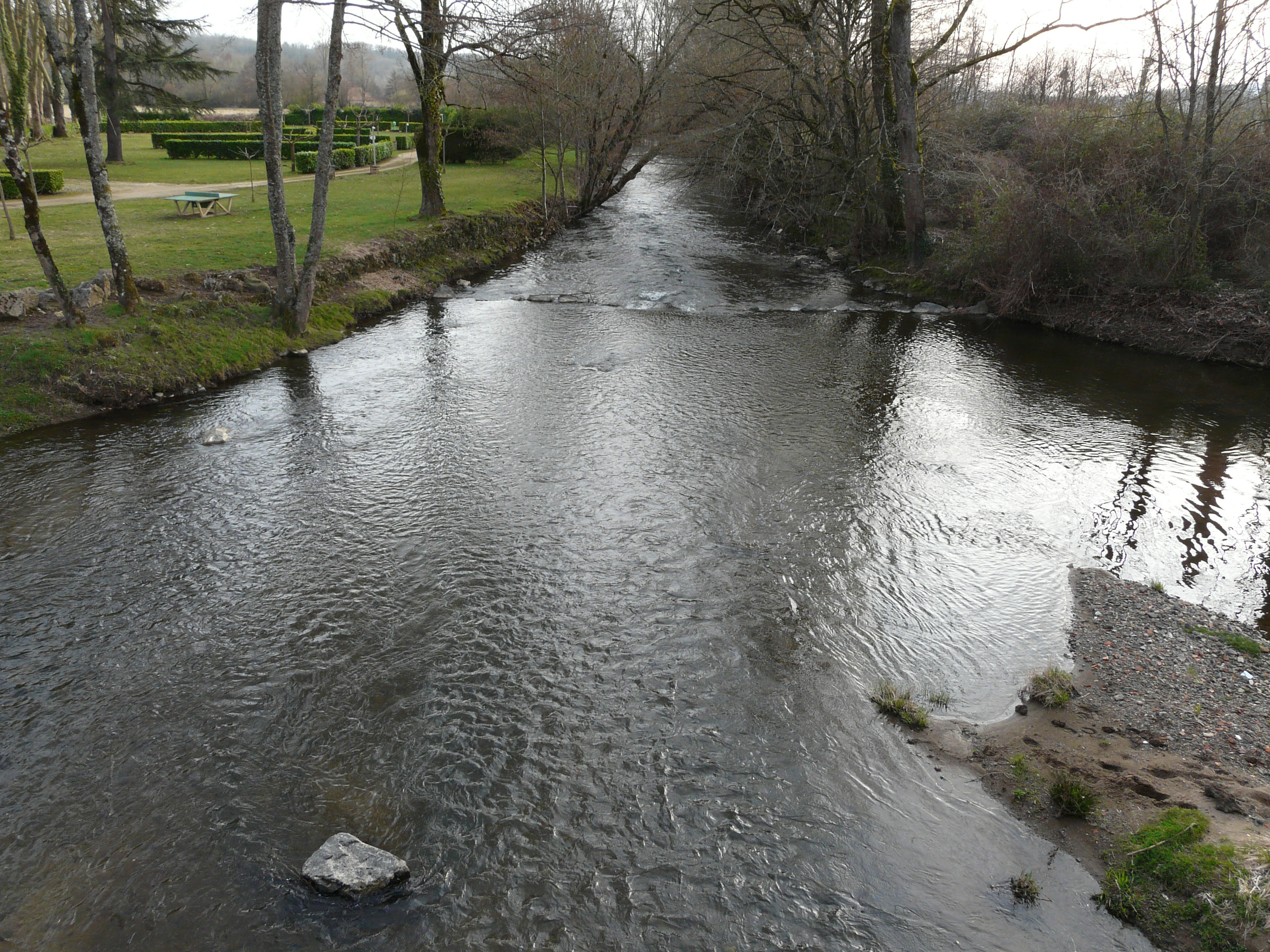
La Loue en aval du pont de la RD 705.
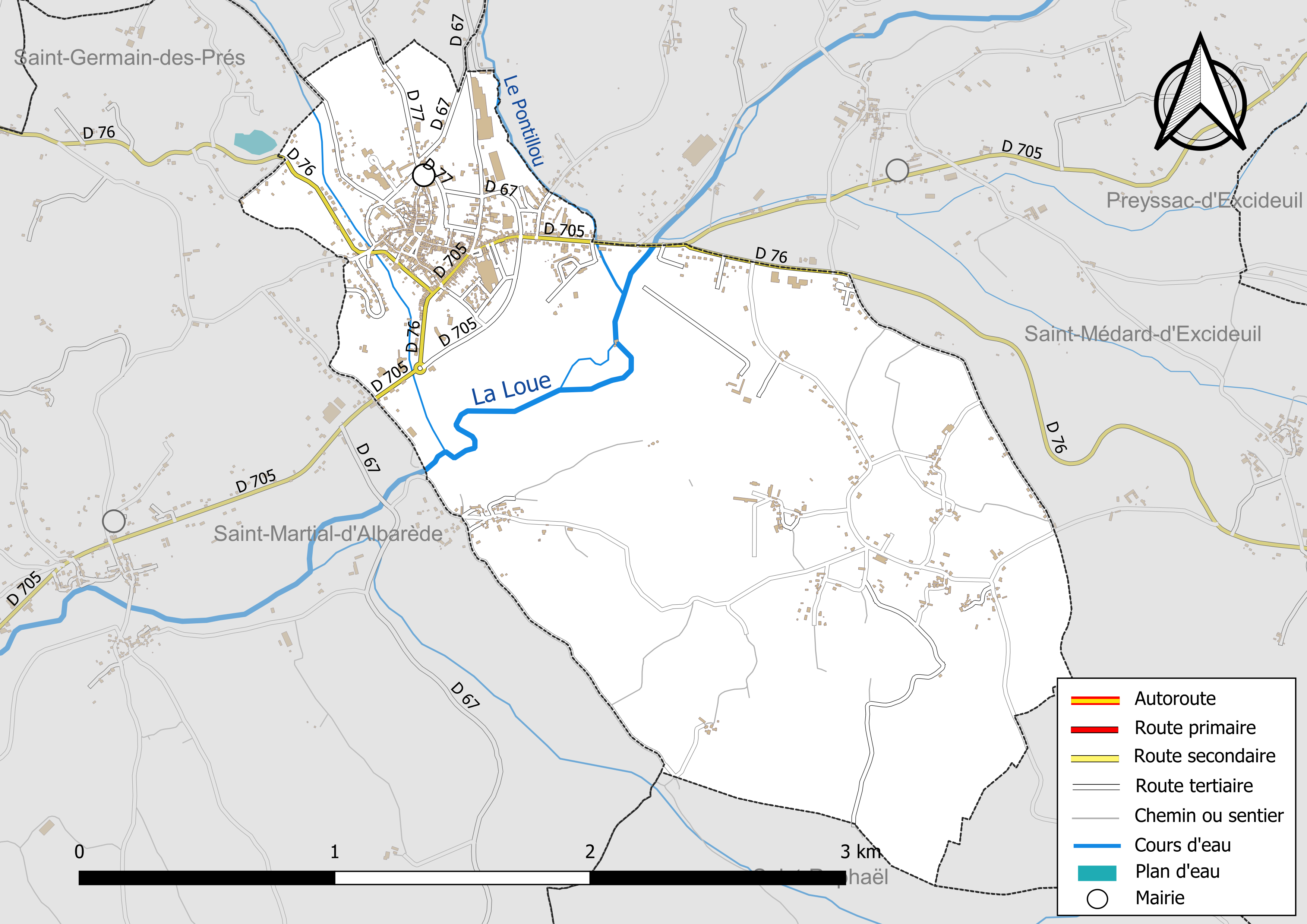
Réseaux hydrographique et routier d'Excideuil.

#### Gestion et qualité des eaux
Le territoire communal est couvert par le schéma d'aménagement et de gestion des eaux (SAGE) « Isle - Dronne ». Ce document de planification, dont le territoire regroupe les bassins versants de l'Isle et de la Dronne, d'une superficie de 7 500 km2, a été approuvé le 2 août 2021. La structure porteuse de l'élaboration et de la mise en œuvre est l'établissement public territorial de bassin de la Dordogne (EPIDOR). Il définit sur son territoire les objectifs généraux d’utilisation, de mise en valeur et de protection quantitative et qualitative des ressources en eau superficielle et souterraine, en respect des objectifs de qualité définis dans le troisième SDAGE  du Bassin Adour-Garonne qui couvre la période 2022-2027, approuvé le 10 mars 2022.
La qualité des eaux de baignade et des cours d’eau peut être consultée sur un site dédié géré par les agences de l’eau et l’Agence française pour la biodiversité.

### Climat
Pour des articles plus généraux, voir Climat de la Nouvelle-Aquitaine et Climat de la Dordogne.
Historiquement, la commune est exposée à un climat océanique aquitain.  
En 2020, Météo-France publie une typologie des climats de la France métropolitaine dans laquelle la commune est exposée à un climat océanique altéré et est dans la région climatique  Ouest et nord-ouest du Massif Central, caractérisée par une pluviométrie annuelle de 900 à 1 500 mm, maximale en automne et en hiver.
Pour la période 1971-2000, la température annuelle moyenne est de 12 °C, avec  une amplitude thermique annuelle de 15 °C. Le cumul annuel moyen de précipitations est de 994 mm, avec 12,8 jours de précipitations en janvier et 7,7 jours en juillet. Pour la période 1991-2020, la température moyenne annuelle observée sur la station météorologique la plus proche, située sur la commune de Thenon à 22 km à vol d'oiseau, est de 12,9 °C et le cumul annuel moyen de précipitations est de 907,1 mm,. Pour l'avenir, les paramètres climatiques de la commune estimés pour 2050 selon différents scénarios d’émission de gaz à effet de serre sont consultables sur un site dédié publié par Météo-France en novembre 2022.

## Urbanisme

### Typologie
Au 1er janvier 2024, Excideuil est catégorisée bourg rural, selon la nouvelle grille communale de densité à 7 niveaux définie par l'Insee en 2022.
Elle appartient à l'unité urbaine d'Excideuil, une agglomération intra-départementale dont elle est ville-centre,. La commune est en outre hors attraction des villes,.

### Occupation des sols
L'occupation des sols de la commune, telle qu'elle ressort de la base de données européenne d’occupation biophysique des sols Corine Land Cover (CLC), est marquée par l'importance des territoires agricoles (61,1 % en 2018), en diminution par rapport à 1990 (62,9 %). La répartition détaillée en 2018 est la suivante : 
zones agricoles hétérogènes (40,3 %), forêts (22 %), prairies (20,8 %), zones urbanisées (16,9 %). L'évolution de l’occupation des sols de la commune et de ses infrastructures peut être observée sur les différentes représentations cartographiques du territoire : la carte de Cassini (XVIIIe siècle), la carte d'état-major (1820-1866) et les cartes ou photos aériennes de l'IGN pour la période actuelle (1950 à aujourd'hui).

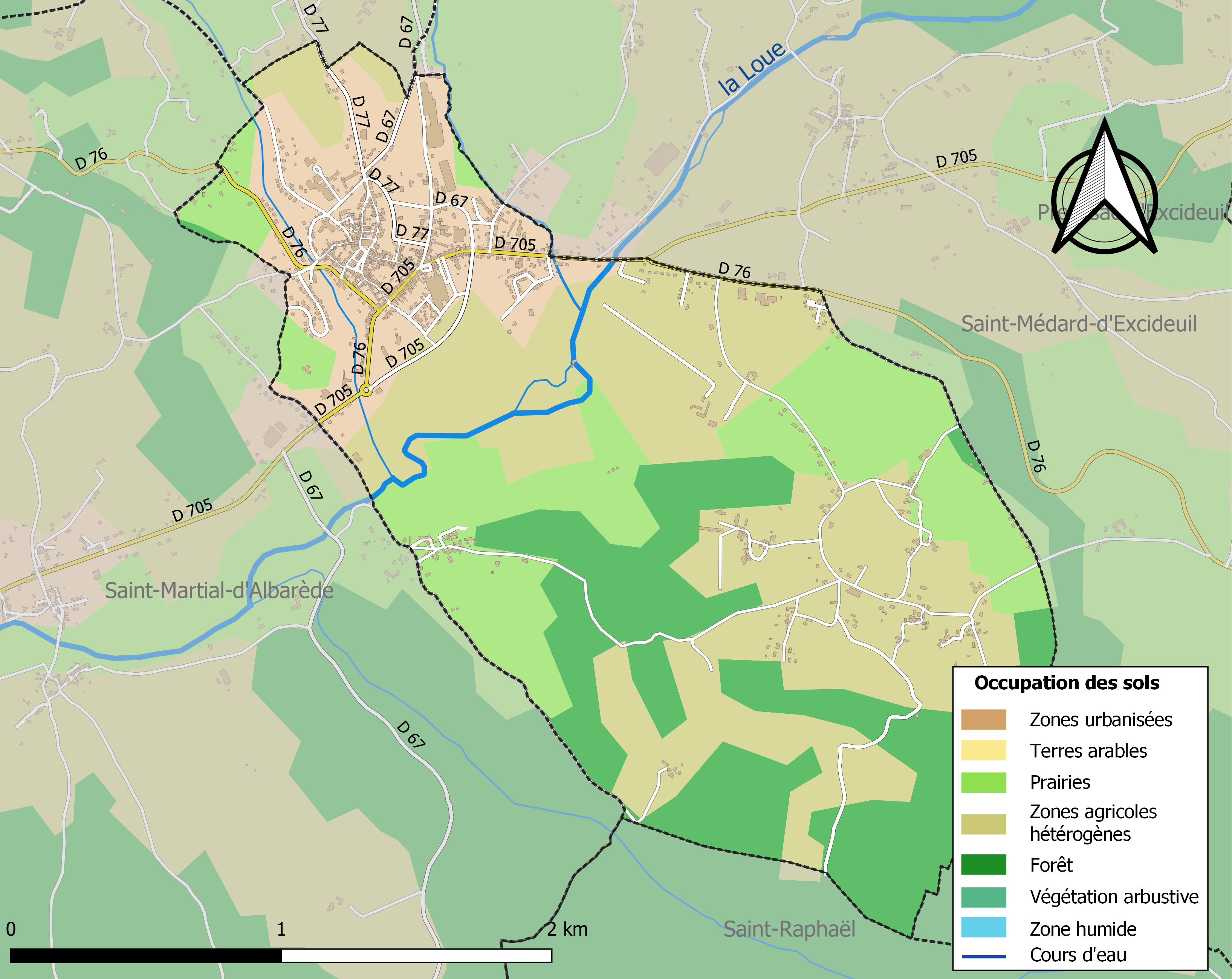
Carte des infrastructures et de l'occupation des sols de la commune en 2018 (CLC).

### Prévention des risques
Le territoire de la commune d'Excideuil est vulnérable à différents aléas naturels : météorologiques (tempête, orage, neige, grand froid, canicule ou sécheresse), inondations, feux de forêts, mouvements de terrains et séisme (sismicité très faible). Un site publié par le BRGM permet d'évaluer simplement et rapidement les risques d'un bien localisé soit par son adresse soit par le numéro de sa parcelle.
Certaines parties du territoire communal sont susceptibles d’être affectées par le risque d’inondation par débordement de cours d'eau, notamment la Loue. La commune a été reconnue en état de catastrophe naturelle au titre des dommages causés par les inondations et coulées de boue survenues en 1982, 1983, 1986, 1993, 1999, 2007 et 2008,.
Excideuil est exposée au risque de feu de forêt. L’arrêté préfectoral du 14 mars 2013 fixe les conditions de pratique des incinérations et de brûlage dans un objectif de réduire le risque de départs d’incendie. À ce titre, des périodes sont déterminées : interdiction totale du 15 février au 15 mai et du 15 juin au 15 octobre, utilisation réglementée du 16 mai au 14 juin et du 16 octobre au 14 février. En septembre 2020, un plan inter-départemental de protection des forêts contre les incendies (PidPFCI) a été adopté pour la période 2019-2029,.

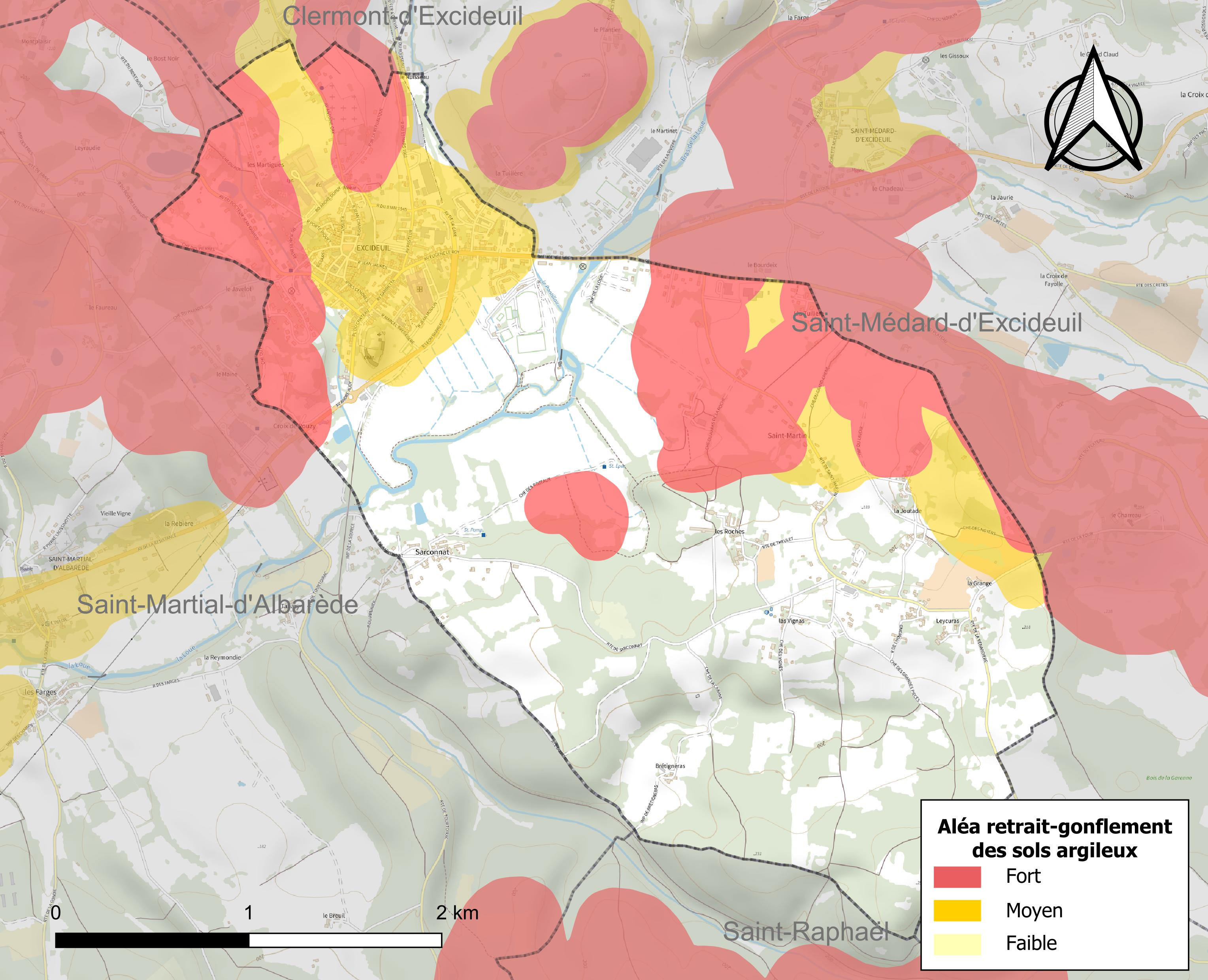
Carte des zones d'aléa retrait-gonflement des sols argileux d'Excideuil.

Les mouvements de terrains susceptibles de se produire sur la commune sont des tassements différentiels. Le retrait-gonflement des sols argileux est susceptible d'engendrer des dommages importants aux bâtiments en cas d’alternance de périodes de sécheresse et de pluie. 37,7 % de la superficie communale est en aléa moyen ou fort (58,6 % au niveau départemental et 48,5 % au niveau national métropolitain). Depuis le 1er octobre 2020, en application de la loi ÉLAN, différentes contraintes s'imposent aux vendeurs, maîtres d'ouvrages ou constructeurs de biens situés dans une zone classée en aléa moyen ou fort,.
La commune a été reconnue en état de catastrophe naturelle au titre des dommages causés par la sécheresse en 1989, 1992 et 2011 et par des mouvements de terrain en 1999.

## Toponymie
La plus ancienne attestation connue du lieu date de l'an 571 sous la forme latine Exidolium ou Excidolium, indiquée dans le testament de saint Yrieix. En 1116 est mentionné Monasterium Exidolii dans le cartulaire de l'abbaye d'Uzerche, puis Eixiduelh en 1339 et Exidolhium en 1360. En 1470, le lieu est mentionné Eyssideuilh, puis Eÿsideuil sur Le grand atlas du XVIIe siècle de Johannes Blaeu, et Exeideuilh en 1725 dans un acte notarié. Sur la carte de Cassini représentant la France entre 1756 et 1789, la ville est identifiée sous le nom d'Exideuil.
Le site de la mairie affirme qu'il existe plusieurs hypothèses dont une explication par le gaulois et deux autres par le « celte ». Son rédacteur semble ignorer que le gaulois est une langue celtique. Ces deux hypothèses par le « celte », sans aucune analyse linguistique, ne font pas sens.
En réalité, comme Exideuil en Charente et Issudel dans le Lot (Puy-l'Évêque, Exidolio (XIVe siècle), il s'agit bien d'une formation toponymique gauloise composée de deux éléments : un élément Exito- auquel est apposé le suffixe gaulois -ialo signifiant « clairière, champ »,, en fait -ialo n'est pas un suffixe mais un appellatif toponymique dont la forme originelle est sans doute *ialon. Jean-Marie Cassagne et Mariola Korsak interprètent exito, qu'ils citent sans astérisque (contrairement à Albert Dauzat, Ibid.), comme étant un mot gaulois signifiant « champ ».
En occitan, la commune porte le nom d'Eissiduelh.

## Histoire

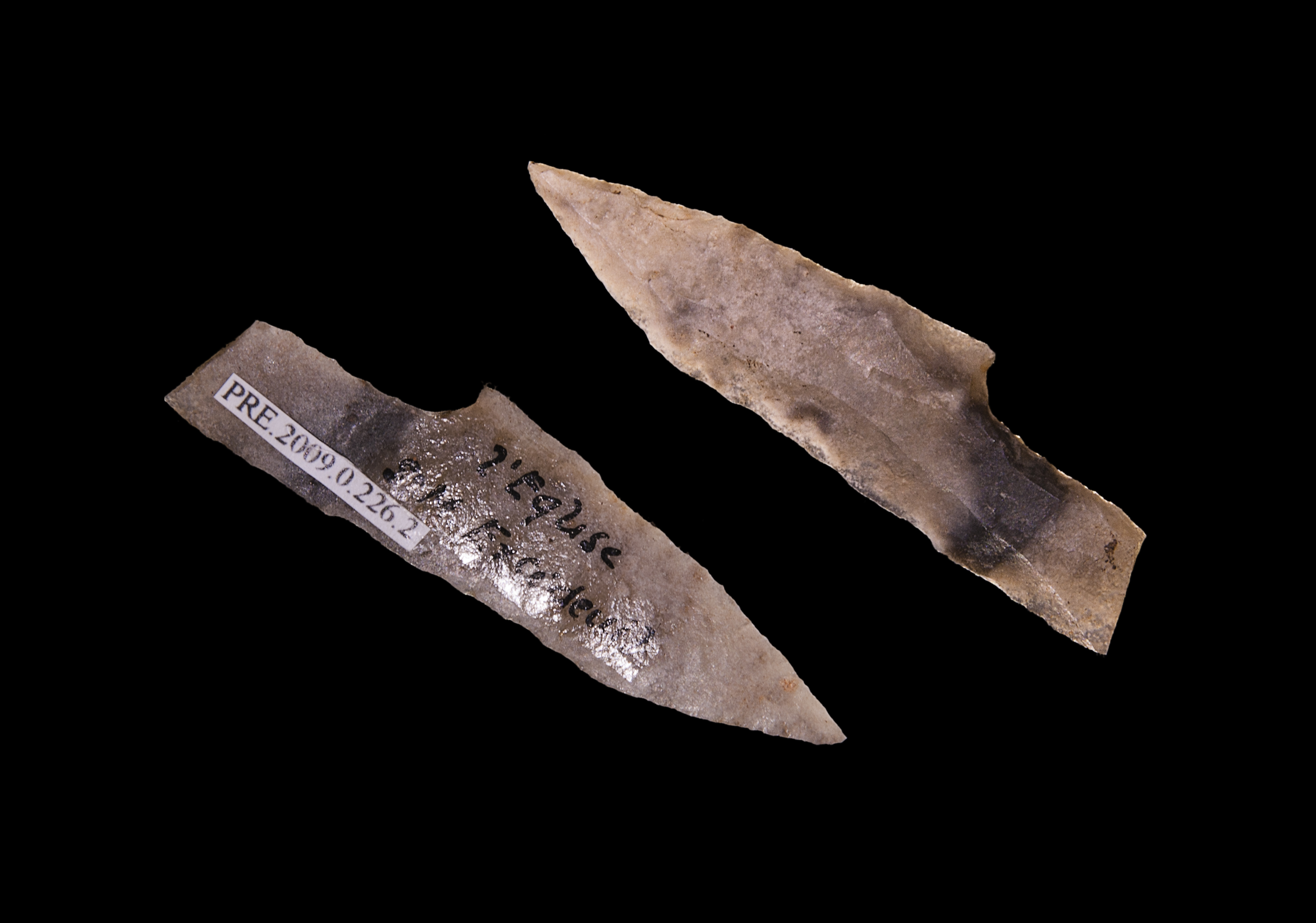
Vue des deux faces d'une même pointe à cran découverte dans la grotte de l'Église.

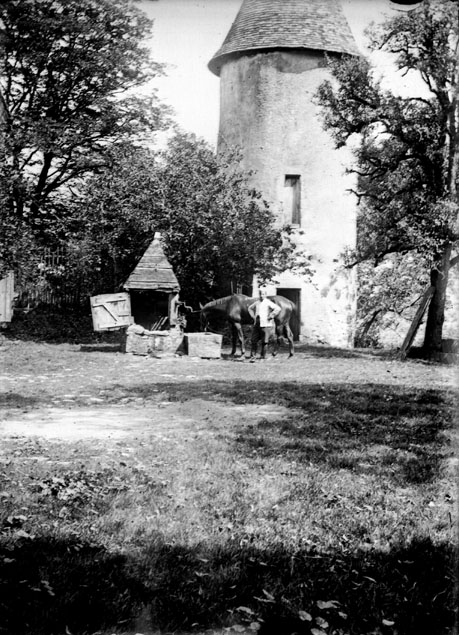
Officier faisant boire son cheval à Excideuil, lors de manœuvres militaires.

En bordure sud de la vallée de la Loue, au niveau de la falaise des Roches enchantées, la grotte de l'Église a révélé des traces d'une activité humaine au Paléolithique supérieur, par la présence de roches taillées (silex, jaspe ou cristal de roche).
Au Moyen Âge, l'histoire d'Excideuil, ancienne capitale du Périgord vert, se confond avec celle de son château qui changea de mains à plusieurs reprises. Français, Anglais, catholiques, protestants s'y sont succédé du XIVe au XVIe siècle.
La seigneurie d'Excideuil fut érigée en marquisat en 1613 pour Daniel de Talleyrand. Ses descendants conservèrent le titre jusqu'en 1890.
Dès la création des communes, Excideuil fut chef-lieu de district de 1790 à 1800.
En 1823, l'ancienne commune de Saint-Martin-la-Roche fusionne avec Excideuil. En 1863, la commune d'Excideuil s’agrandit (88 hectares) à nouveau par distraction territoriale sur les communes de Saint-Martial-d'Albarède (comprenant alors le château d'Excideuil), de Saint-Médard-d'Excideuil et de Clermont-d'Excideuil (loi du 4 mars 1863).
Une ancienne ligne de chemin de fer secondaire, dite aussi tramway, à voie métrique du réseau départemental de la Dordogne, la ligne de Périgueux à Saint-Yrieix, a relié Excideuil à Périgueux de 1887 à 1948, et Excideuil à Saint-Yrieix-la-Perche de 1893 à 1949.

### Liste des marquis d'Excideuil
- 1613-1618 Daniel Ier de Talleyrand (+1618), 1er marquis d'Excideuil, 1er comte de Grignols
- 1618-1644 Charles II de Talleyrand (v.1596-1644), 2e marquis, son fils
- 1644-1670 Adrien-Blaise de Talleyrand (1638-1670), 3e marquis, son fils
- 1670-1731 Jean II de Talleyrand (1642-1731), 4e marquis, son frère
- 1731-1757 Jean-Charles de Talleyrand (1678-1757), 5e marquis, son fils
- 1757-1795 Gabriel II de Talleyrand-Périgord (1726-1795), 6e marquis, comte de Grignols, son cousin et gendre
- 1795-1829 Hélie-Charles Ier de Talleyrand-Périgord (1754-1829), 1er duc de Périgord en 1816, son fils
- 1829-1879 Hélie-Charles II de Talleyrand-Périgord (1788-1879), 2e duc de Périgord, son fils
- 1879-1883 Hélie-Roger de Talleyrand-Périgord (1809-1883), 3e et dernier duc de Périgord, son fils
- 1883-1890 Cécile de Talleyrand-Périgord (1854-1890), dame d'Excideuil et de Grignols, sa nièce

## Politique et administration

### Rattachements administratifs et électoraux
Dès 1790, la commune d'Excideuil a été le chef-lieu du canton d'Excideuil qui dépendait du district d'Excideuil jusqu'en 1795, date de suppression des districts. En 1801, le canton dépend de l'arrondissement de Périgueux.
Dans le cadre de la réforme de 2014 définie par le décret du 21 février 2014, ce canton disparaît aux élections départementales de mars 2015. La commune est alors rattachée au canton d'Isle-Loue-Auvézère, dont elle devient le bureau centralisateur.
En 2017, Excideuil est rattachée à l'arrondissement de Nontron,.

### Intercommunalité
Au 1er janvier 2011, Excideuil rejoint la communauté de communes Causses et Rivières en Périgord. Celle-ci est dissoute le 1er janvier 2017 et ses communes — hormis Savignac-les-Églises qui rejoint Le Grand Périgueux — sont rattachées à la communauté de communes du Pays de Lanouaille qui la même année prend le nom de communauté de communes Isle-Loue-Auvézère en Périgord.

### Administration municipale
La population de la commune étant comprise entre 500 et 1 499 habitants au recensement de 2017, quinze conseillers municipaux ont été élus en 2020,.

### Liste des maires

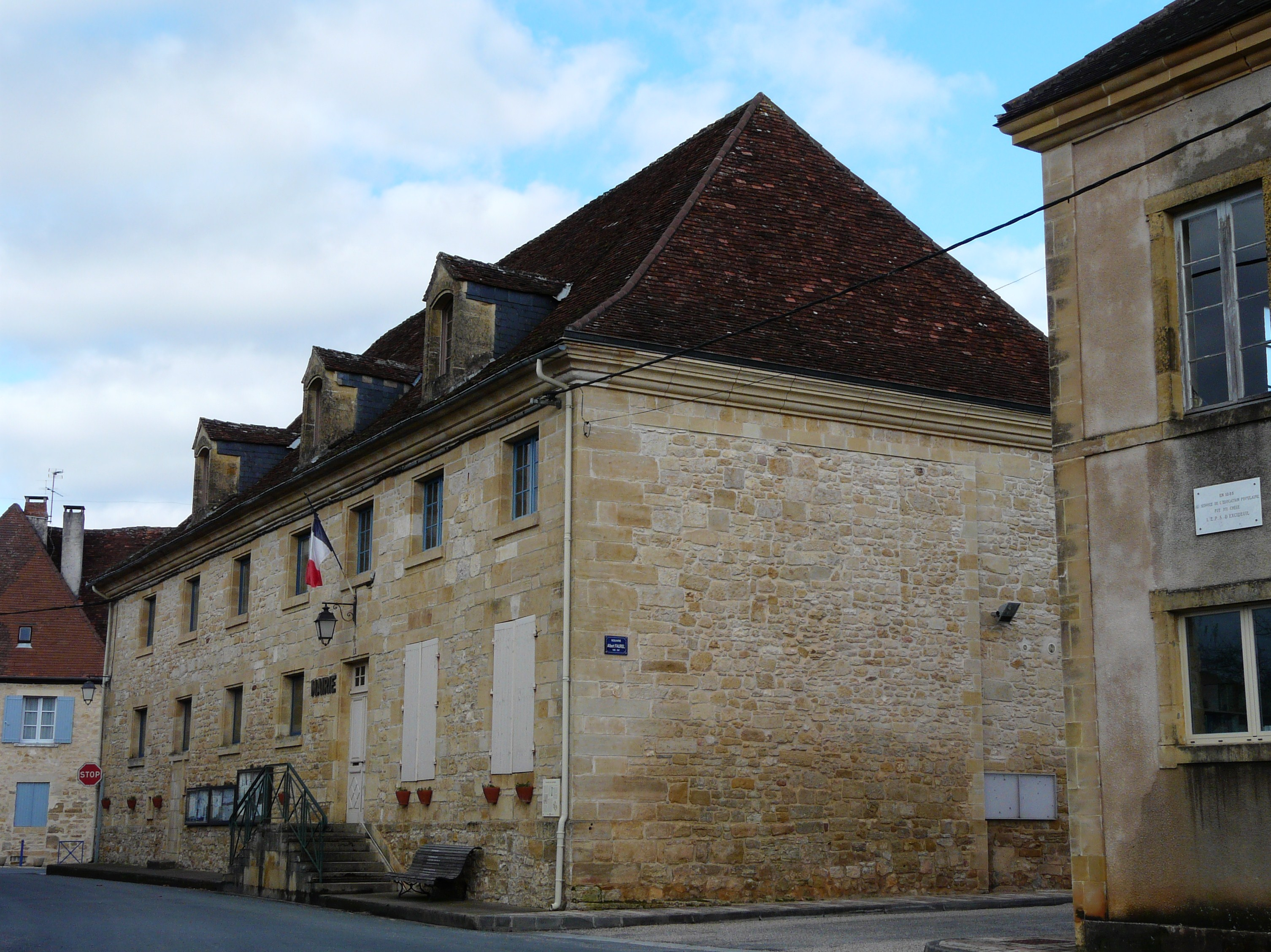
La mairie.

| Période                                  | Période        | Identité                                       | Étiquette | Qualité |
| ---------------------------------------- | -------------- | ---------------------------------------------- | --------- | --- |
| Les données manquantes sont à compléter. |                |                                                |           | |
|                                          |                |                                                |           | |
| septembre 1810                           | septembre 1836 | Aubin Barbary de Langlade                      |           | Avocat, Député |
| octobre 1836                             | 1846           | Jean-Baptiste Chavoix                          |           | Médecin |
| octobre 1846                             | 1848           | Gabriel Souffron                               |           | |
| mars 1848                                | 1851           | Jean-Baptiste Chavoix                          |           | Médecin |
| février 1852                             |                | Jean Augustin Gay                              |           | |
| février 1854                             | 1850           | Oza Cavailhon                                  |           | |
| janvier 1855                             | mai 1857       | Henry Debotas                                  |           | Notaire |
| août 1857                                | 1861           | Laurent Justin Debrégeas Laurénie              |           | |
| août 1861                                | 1862           | Jean Ambroise Charles Bugeaud de la Piconnerie |           | |
| juin 1862                                |                | André Piquet                                   |           | |
| août 1869                                | août 1870      | De Magnac                                      |           | |
| août 1870                                | 1874           | Jean-Baptiste Chavoix                          |           | Médecin |
| février 1874                             | 1875           | De Magnac                                      |           | |
| 1875                                     | juillet 1876   | Labrousse                                      |           | Conseiller municipal faisant fonctions de maire |
| juillet 1876                             | mars 1879      | Gustave Hermann                                |           | Avocat |
| mars 1879                                | juin 1879      | Jean Baptiste Charles Vacher                   |           | Adjoint faisant fonctions de maire |
| juin 1879                                | février 1880   | Jean Baptiste Charles Vacher                   |           | |
| février 1880                             | mars 1881      | Aubin Leymarie                                 |           | Adjoint faisant fonctions de maire |
| mars 1881                                | 1884           | Jean Rabaud                                    |           | Médecin |
| mai 1884                                 | 1885           | Antoine Gauthier                               |           | |
| octobre 1885                             | mai 1896       | Jean Rabaud                                    |           | Médecin |
| mai 1896                                 | décembre 1919  | Achille Moulinier                              |           | Médecin |
| décembre 1919                            | 1920           | Jean Bourzac                                   |           | |
| juin 1920                                | 1923           | Léopold Lafaye                                 |           | |
| mai 1923                                 | mai 1929       | Édouard Lagorce                                |           | |
| mai 1929                                 | juillet 1946   | Jules Tocheport                                |           | Médecin |
| juillet 1946                             | octobre 1947   | Amédée Rousseau                                |           | |
| octobre 1947                             | juin 1957      | Camille Bedin                                  | SFIO      | Ancien député de la Dordogne |
| juin 1957                                | mars 1977      | Jean Rebière                                   | Radical   | Conseiller général du canton d'Excideuil (1967-1970) |
| mars 1977                                | mars 1983      | Robert Lamoure                                 | PS        | |
| mars 1983                                | mars 1989      | Jean-Marie Rambaud                             |           | |
| mars 1989                                |                | Henri Bedin                                    |           | |
| avril 1994                               | juin 1995      | Paul Clergerie                                 |           | |
| juin 1995                                | mars 2008      | Arnaud Le Guay                                 | MDC       | Avocat |
| mars 2008                                | décembre 2012  | Serge Micouraud                                | SE        | Directeur d'agence bancaire |
| décembre 2012                            | mars 2014      | Claude Bossavy                                 |           | Retraité de la Chambre d'agriculture |
| mars 2014                                | mai 2020       | Annie Sedan                                    | PS        | Directrice d'école retraitée Conseillère générale du canton d'Excideuil (2012-2015) puis conseillère départementale du canton d'Isle-Loue-Auvézère (2015-2021) |
| mai 2020                                 | En cours       | Marie-Laure Lacoste                            |           | Secrétaire médicale |

### Jumelages
- Murillo de Río Leza (Espagne)
- La cité scolaire Giraud-de-Borneil est jumelée avec un établissement scolaire allemand (« Jungmann Schule » d'Eckernförde[66]).

## Équipements et services publics

### Eau
En 2024, la commune dépend du Syndicat intercommunal d'alimentation en eau potable (SIAEP) du Nord Est Périgord.

### Enseignement
Excideuil dispose d'une école maternelle et d'une école primaire.
De plus, c'est l'une des rares communes du nord-est du département à être dotée d'un établissement d'enseignement secondaire, le collège-lycée Giraut-de-Borneil, cité scolaire comprenant autour de 600 élèves (200 au lycée et 400 au collège).
Selon le classement établi par l'Éducation nationale en 2022, le lycée public Giraut-de-Borneil est considéré comme « sélectif » en 2021 au bac général et technologique avec une réussite de 100 %.

### Santé
Depuis septembre 2019, la commune dispose d'un centre départemental de santé dans lequel exercent des médecins salariés par la collectivité

### Justice
Dans le domaine judiciaire, Excideuil relève : 
- du tribunal judiciaire, du tribunal pour enfants, du conseil de prud'hommes et du tribunal de commerce de Périgueux ;
- du pôle Nationalité du tribunal judiciaire de Périgueux (compétent uniquement dans le domaine de la nationalité) ;
- de la cour d'appel, du tribunal administratif et de la  cour administrative d'appel de Bordeaux.

## Population et société

### Démographie

#### Démographie de Saint-Martin-la-Roche
En 1823, la commune de Saint-Martin-la-Roche fusionne avec Excideuil.
| 1793 | 1800 | 1806 | 1821 |
| ---- | ---- | ---- | ---- |
| 400  | 336  | 345  | 340  |

#### Démographie d'Excideuil
Les habitants d'Excideuil sont appelés les Excideuillais.
L'évolution du nombre d'habitants est connue à travers les recensements de la population effectués dans la commune depuis 1793. Pour les communes de moins de 10 000 habitants, une enquête de recensement portant sur toute la population est réalisée tous les cinq ans, les populations de référence des années intermédiaires étant quant à elles estimées par interpolation ou extrapolation. Pour la commune, le premier recensement exhaustif entrant dans le cadre du nouveau dispositif a été réalisé en 2006.

En 2022, la commune comptait 1 195 habitants, en évolution de +1,19 % par rapport à 2016 (Dordogne : +0,37 %, France hors Mayotte : +2,11 %).
| 1793 | 1800 | 1806 | 1821  | 1831  | 1836  | 1841  | 1846  | 1851  |
| ---- | ---- | ---- | ----- | ----- | ----- | ----- | ----- | ----- |
| 983  | 870  | 921  | 1 173 | 1 709 | 1 785 | 1 907 | 1 791 | 1 809 |

| 1856  | 1861  | 1866  | 1872  | 1876  | 1881  | 1886  | 1891  | 1896  |
| ----- | ----- | ----- | ----- | ----- | ----- | ----- | ----- | ----- |
| 1 970 | 2 011 | 2 169 | 2 115 | 2 210 | 2 269 | 2 389 | 1 935 | 1 780 |

| 1901  | 1906  | 1911  | 1921  | 1926  | 1931  | 1936  | 1946  | 1954  |
| ----- | ----- | ----- | ----- | ----- | ----- | ----- | ----- | ----- |
| 1 757 | 1 822 | 1 725 | 1 609 | 1 620 | 1 533 | 1 715 | 1 756 | 1 663 |

| 1962  | 1968  | 1975  | 1982  | 1990  | 1999  | 2006  | 2011  | 2016  |
| ----- | ----- | ----- | ----- | ----- | ----- | ----- | ----- | ----- |
| 1 578 | 1 660 | 1 663 | 1 535 | 1 414 | 1 318 | 1 318 | 1 184 | 1 181 |

| 2021  | 2022  | - | - | - | - | - | - | - |
| ----- | ----- | - | - | - | - | - | - | - |
| 1 186 | 1 195 | - | - | - | - | - | - | - |

#### L'agglomération d'Excideuil
L'unité urbaine d'Excideuil (l'agglomération), nouvellement définie en 2020 par l'Insee, regroupe quatre communes du département de la Dordogne : Clermont-d'Excideuil, Excideuil, Saint-Martial-d'Albarède et Saint-Médard-d'Excideuil, soit 2 473 habitants en 2022.

### Culture

#### Excideuil dans la culture populaire
Dans son ouvrage Brindeville, Léon Bareau, ancien pharmacien à Excideuil, raconte quelques faits de l'histoire locale de Brindeville, ville imaginaire qui est en fait Excideuil.

### Sports
- XV Haut Périgord :

Le premier club de rugby a été créé en 1906 à Excideuil (Avenir Excideuil Rugby) et n'a cessé d'exister depuis. Outre une école de rugby labellisée FFR, les deux équipes seniors évoluent dans la catégorie Honneur du championnat territorial Périgord/Agenais. En 2015, les trois clubs de rugby d'Excideuil, Négrondes et Thiviers fusionnent, formant le « XV Haut Périgord », évoluant en Régionale 2 pour la saison 2021-2022 et montant en Régionale 1 lors de la saison suivante. En 2025, le XV Haut Périgord évolue toujours en Régionale 1 et continue de se développer, avec la création depuis un an d'une section de Rugby à 5 "Les Cacalous".
- Football Club Excideuil St Médard[83] :

Le FCESM est né de la fusion entre les clubs d'Excideuil et de Saint-Médard-d'Excideuil.
Le club du FCESM connait une saison 2010-2011 exceptionnelle en voyant ses deux équipes accéder au niveau supérieur. Ainsi, pour la saison 2011-2012, l'équipe A du FCESM évoluera en Promotion de 1re Division (P1) et l'équipe B évoluera en Promotion de 2e division (P2).
- En 2023, en cyclisme, Excideuil est ville-départ de la 2e étape du Tour du Limousin-Périgord-Nouvelle-Aquitaine, qui se termine à Trélissac, après 185,6 km de course[84].

## Économie

### Emploi
En 2015, parmi la population communale comprise entre 15 et 64 ans, les actifs représentent 393 personnes, soit 33,4 % de la population municipale. Le nombre de chômeurs (soixante-trois) a augmenté par rapport à 2010 (quarante-six) et le taux de chômage de cette population active s'établit à 15,9 %.

### Établissements
Au 31 décembre 2015, la commune compte 161 établissements, dont 93 au niveau des commerces, transports ou services, trente-neuf relatifs au secteur administratif, à l'enseignement, à la santé ou à l'action sociale, quinze dans la construction, douze dans l'industrie, et deux dans l'agriculture, la sylviculture ou la pêche.

### Entreprises
L'usine Repetto du célèbre confectionneur de chaussons de la rue de la Paix à Paris, est implantée en limite du bourg d'Excideuil, sur la commune de Saint-Médard-d'Excideuil, sur les bords de la Loue.

## Culture locale et patrimoine

### Lieux et monuments
- Château d'Excideuil[89],  XIIIe, XIVe, XVIe et XVIIIe siècles, classé au titre des monuments historiques depuis 2014[90].
- Église Saint-Thomas, romane modifiée au XVe siècle, avec un clocher moderne, inscrite depuis 1926[91].
- La chapelle centrale du cimetière, ornée de gargouilles.
- L'hôpital et sa chapelle.
- L'ancienne sacristie, seul vestige du couvent des Cordeliers.
- La commanderie des Templiers.
- La commanderie de Saint-Antoine.
- L'hôtel de Vendeuil, du XVIIIe siècle dont la façade est inscrite[92].
- La halle.
- La mairie, implantée sur une partie de l'ancien couvent des Clarisses.
- Fontaine Bugeaud : elle a été édifiée avec une partie de l'argent donné par Thomas Robert Bugeaud à la commune d'Excideuil, argent qu'il avait reçu « en récompense de son « dévouement » à la monarchie »[93].
- La falaise des Roches enchantées et la grotte de l'Église.

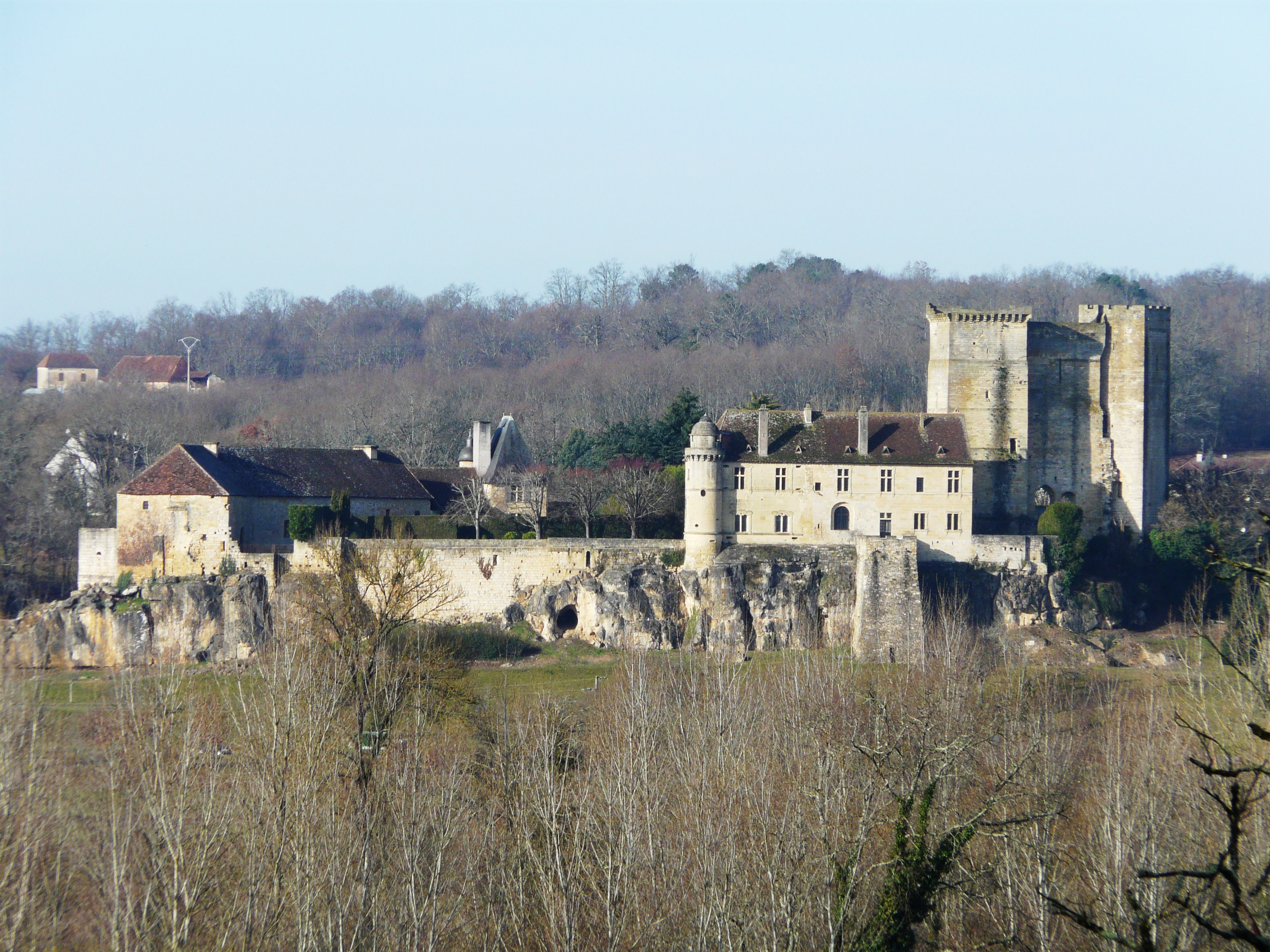
Le château d'Excideuil.
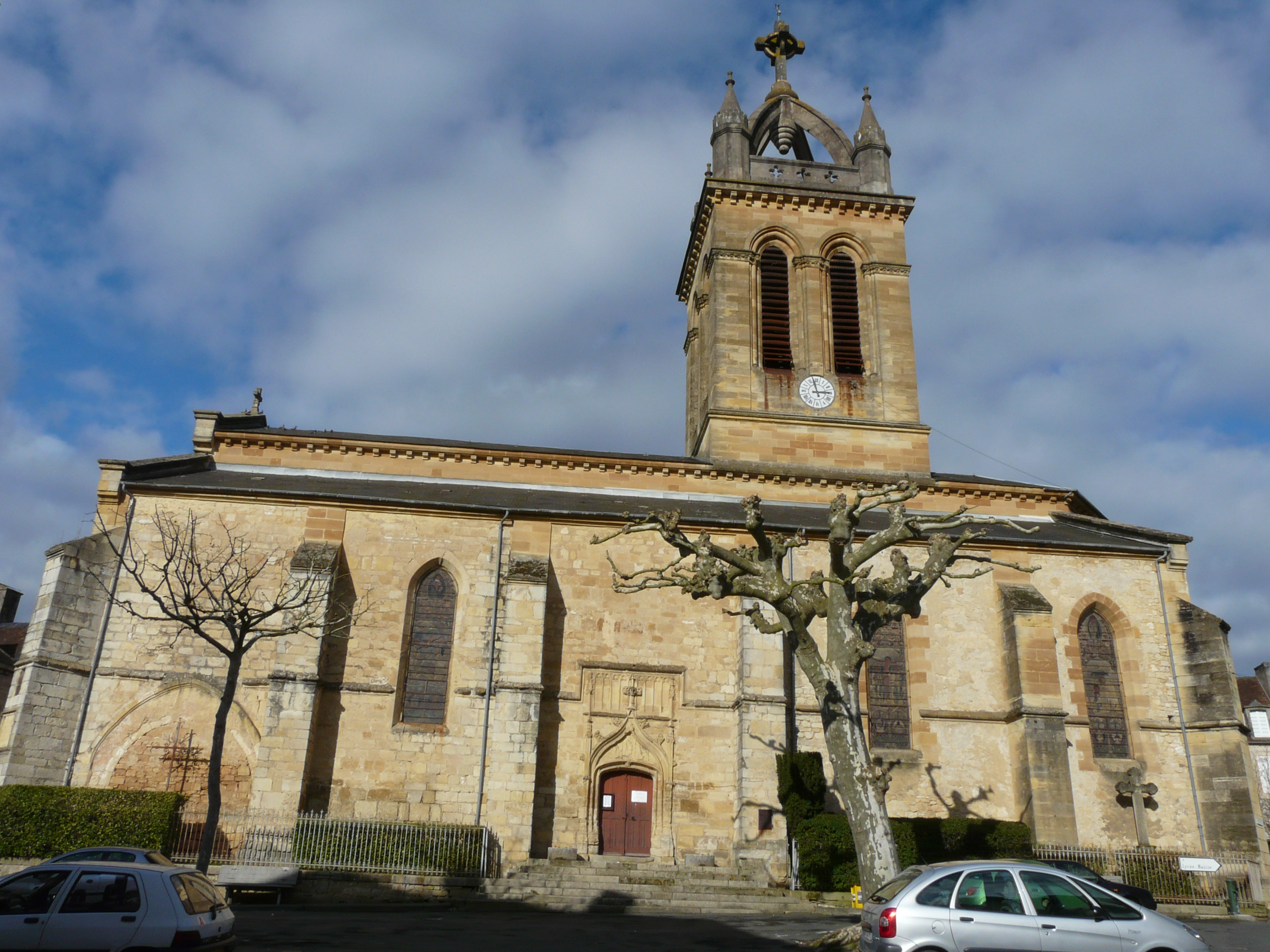
L'église Saint-Thomas.
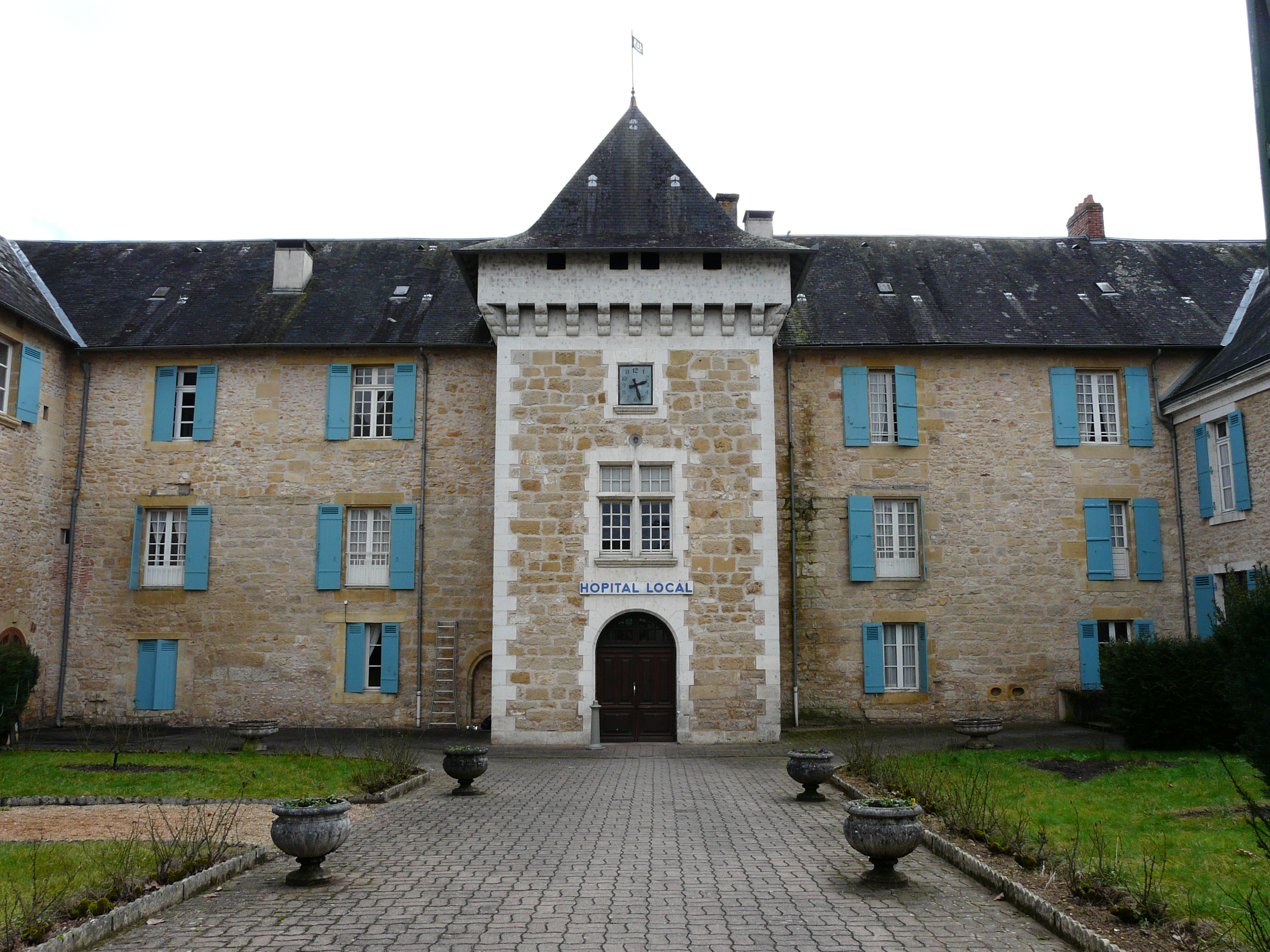
L'hôpital.
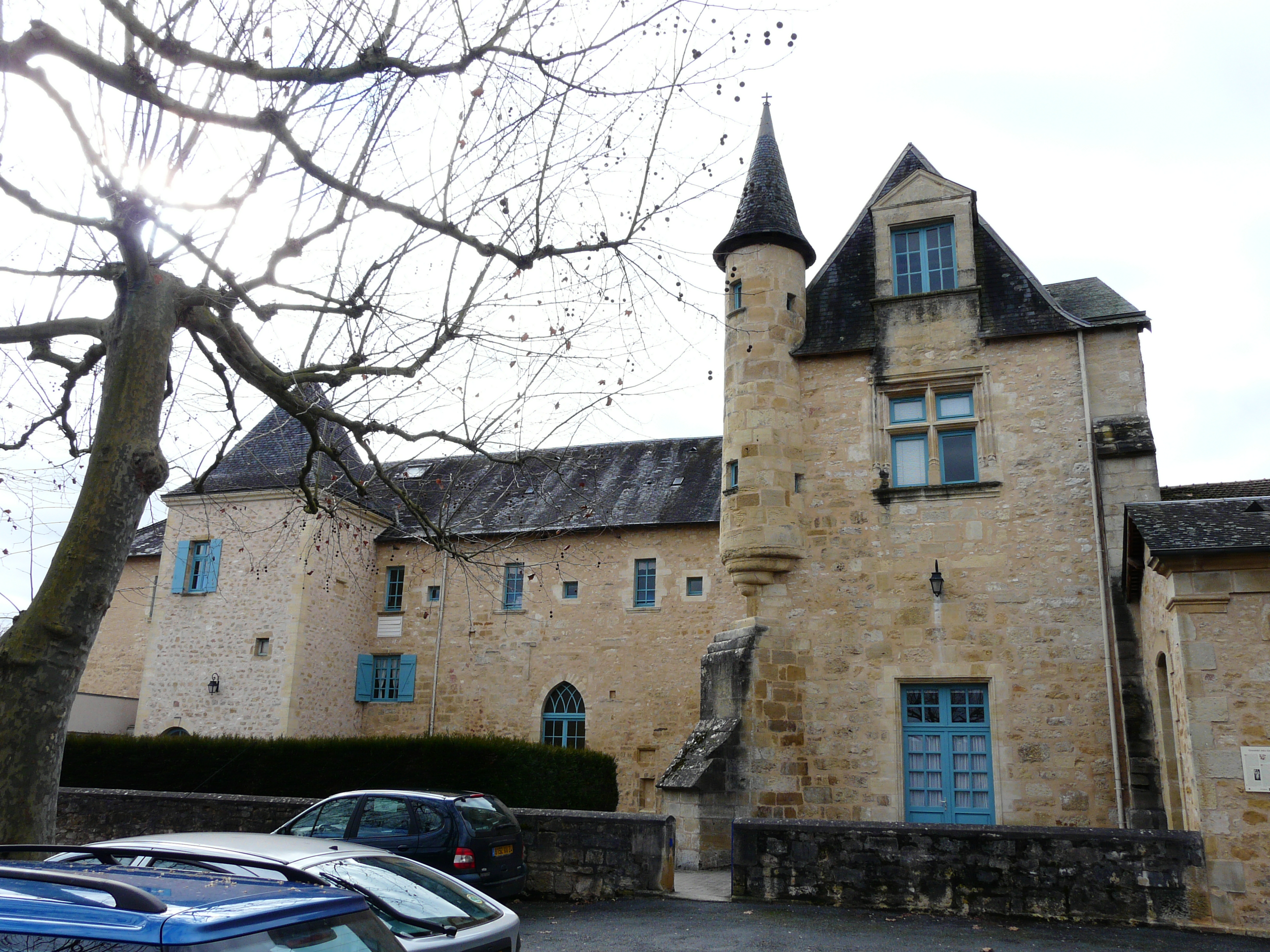
Les restes du couvent des Cordeliers.
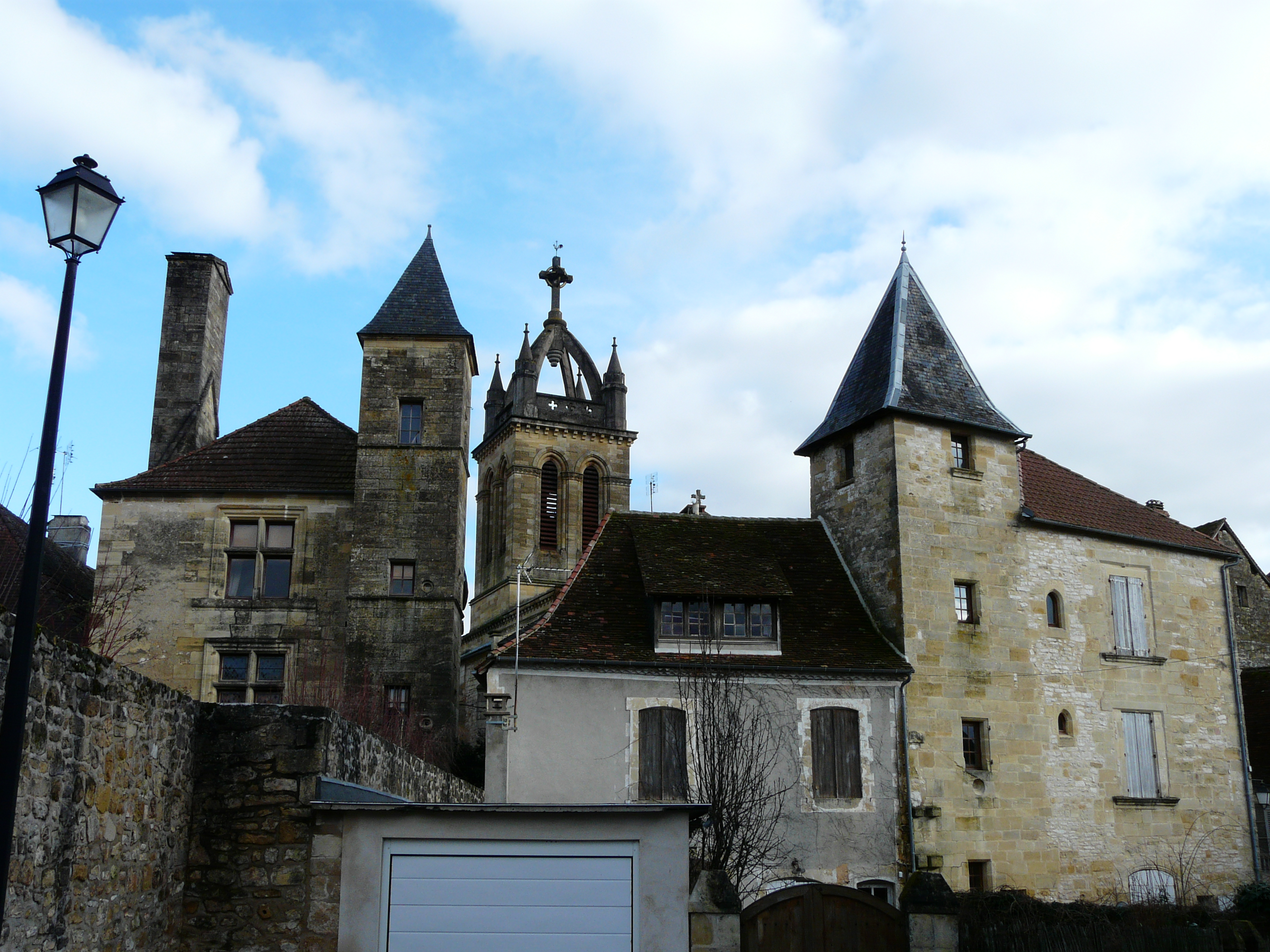
Les commanderies des Templiers (à gauche) et de Saint-Antoine (à droite).
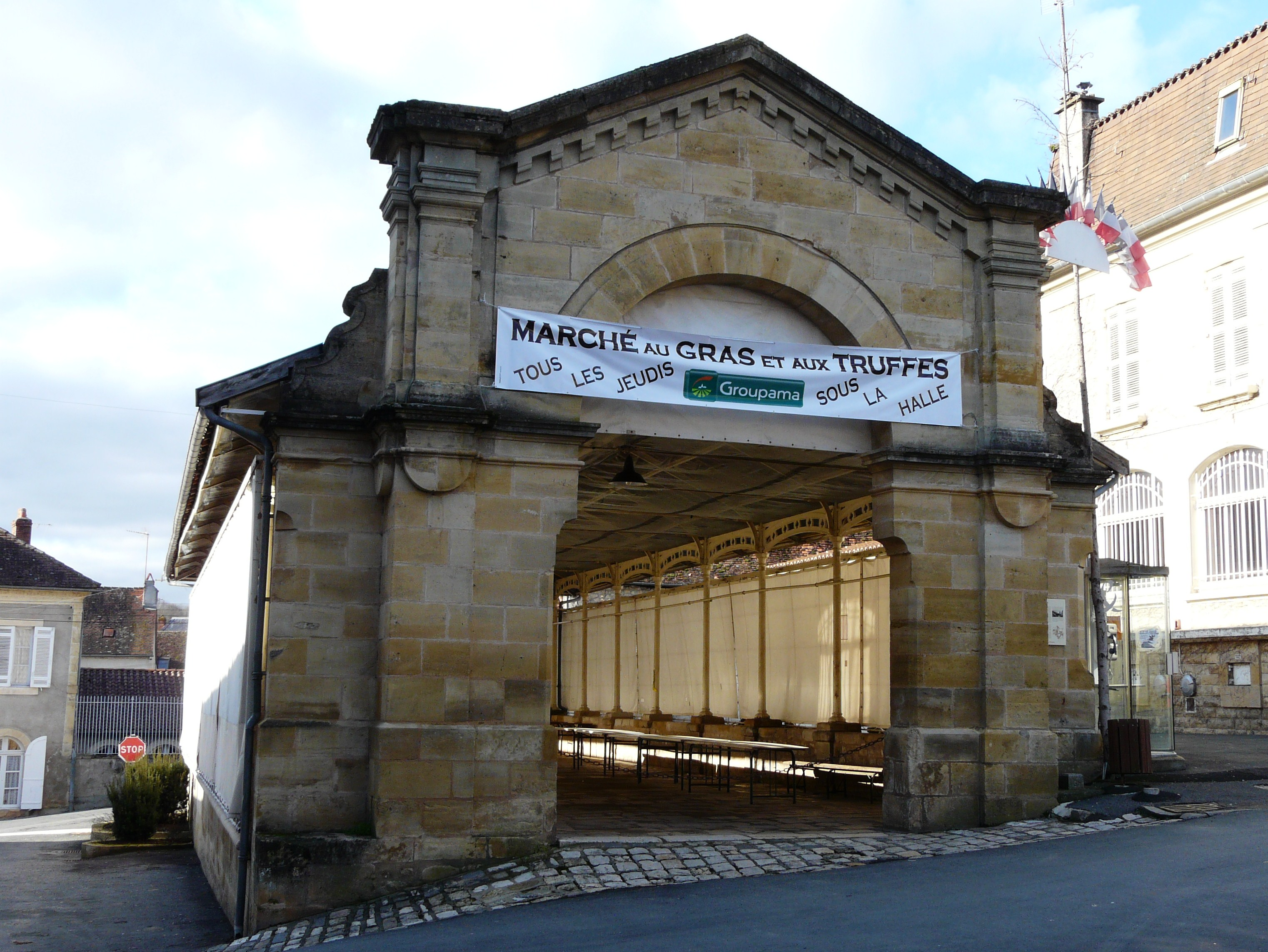
La halle.
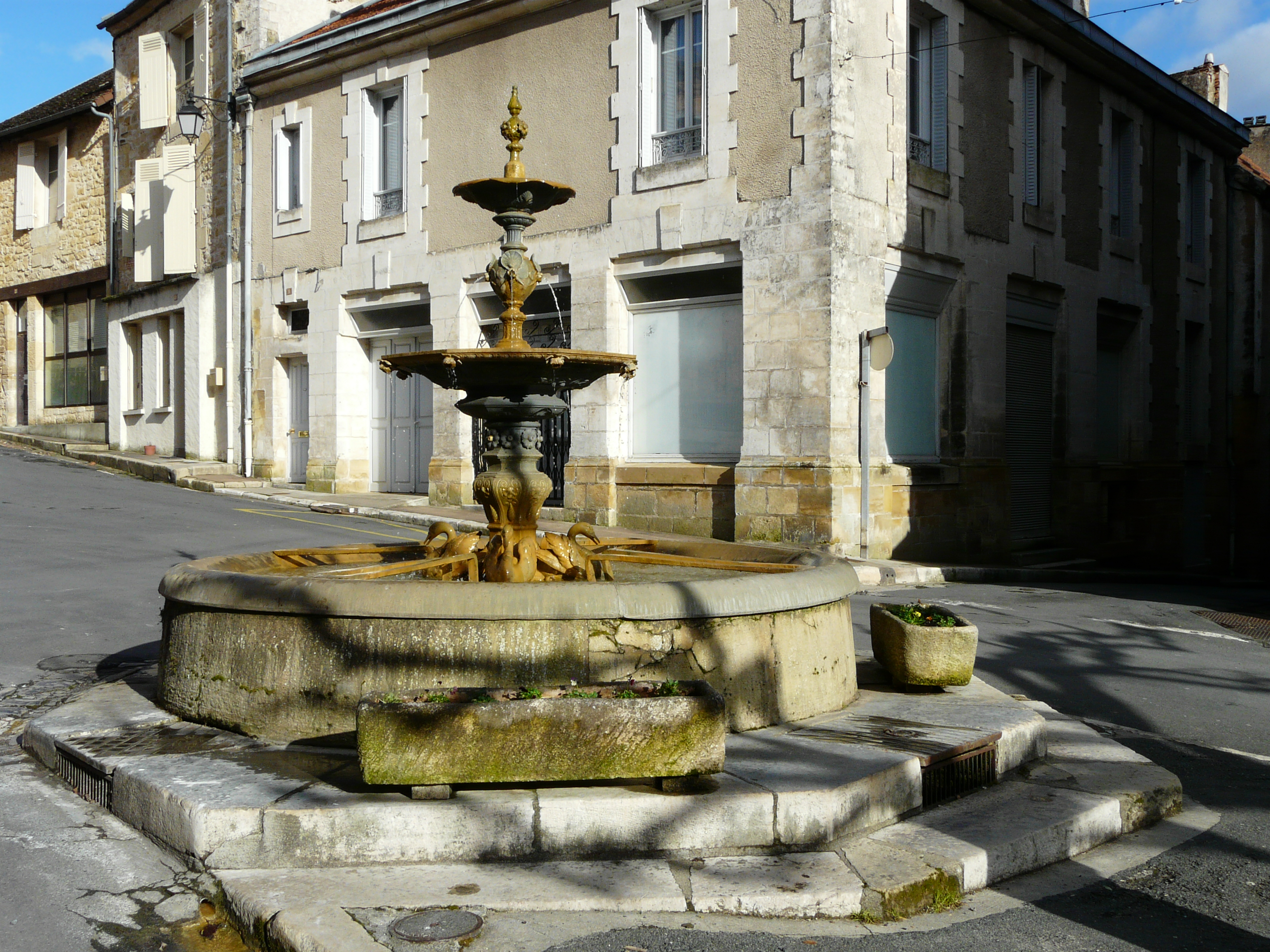
La fontaine Bugeaud.
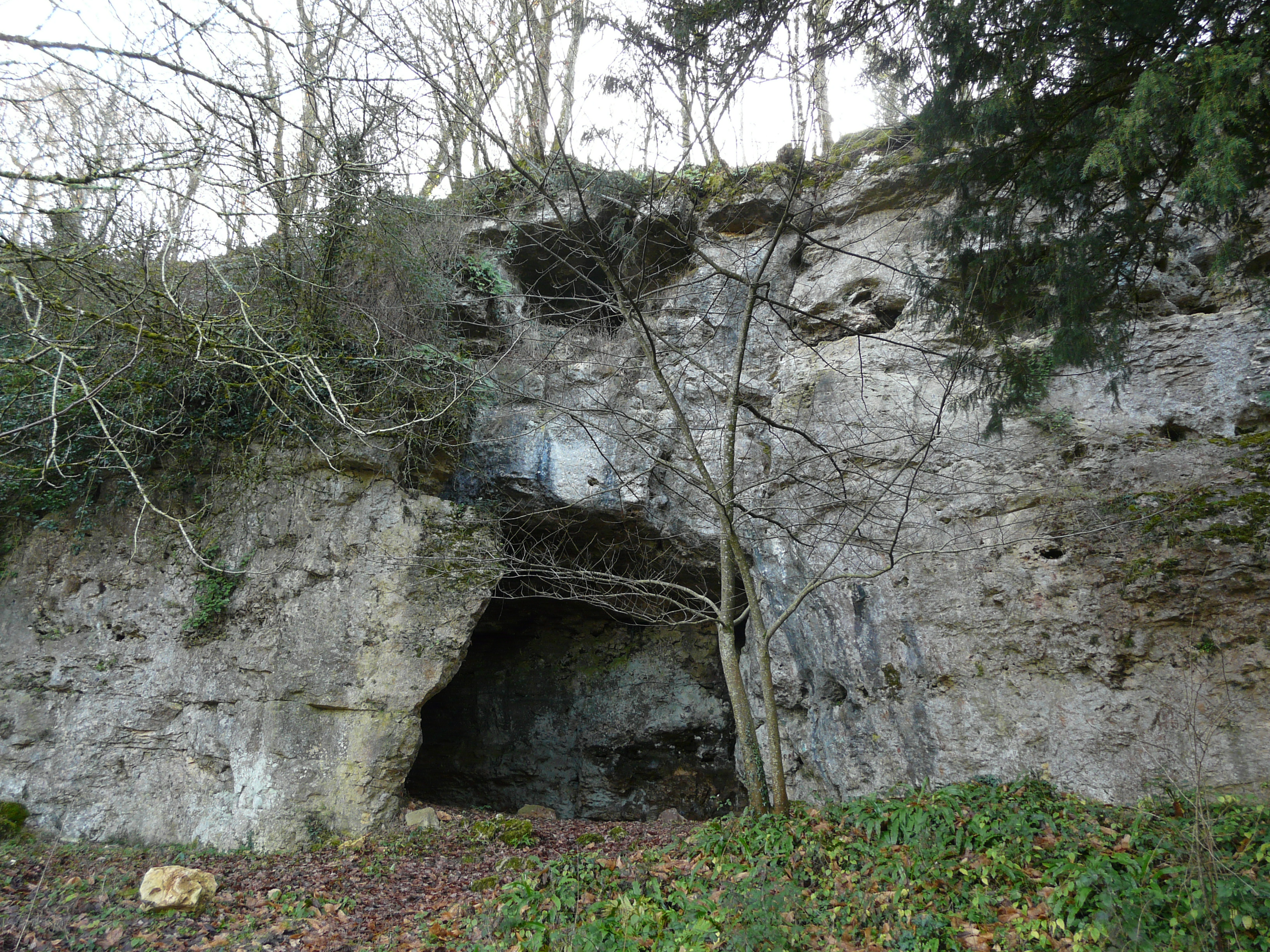
La grotte de l'Église dans la falaise des Roches enchantées.

### Patrimoine naturel
La commune possède deux sites protégés :
- depuis 1982, la Grotte de Sarconnat est un site classé sur 30 hectares[94] ;
- depuis 1981, le centre ancien du bourg d'Excideuil, s'étalant sur 16 hectares, est inscrit[95].

### Personnalités liées à la commune

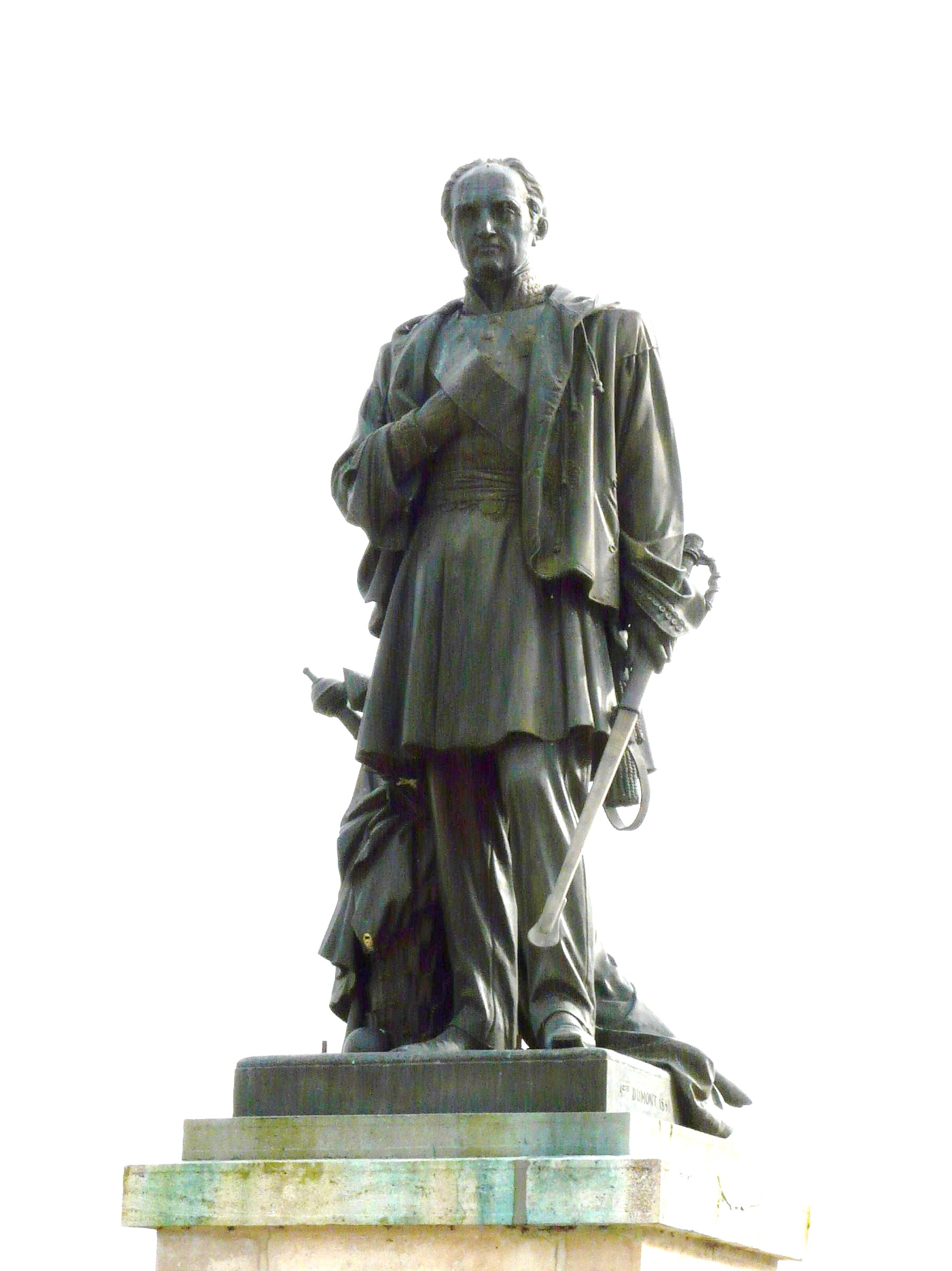
La statue du maréchal Bugeaud à Excideuil

- Aubin Barbary de Langlade (1768-1836) né et mort à Excideuil, fut député en 1815 puis de 1817 à 1820 (ou 1823)[96].
- Camille Bedin (1893-1979), homme politique et résistant, est décédé à Excideuil[97].
- Le maréchal Bugeaud (1784-1849), duc d'Isly.
- Jean-Baptiste Chavoix (1805-1881) est un homme politique né et décédé à Excideuil.
- Henri François Chavoix (1844-1928) est un homme politique né à Excideuil.
- Charles Dufraisse (1885-1969), né à Excideuil, chimiste, professeur de l'École supérieure de physique et de chimie industrielles de la ville de Paris et au Collège de France.
- René Dujarric de la Rivière (1885-1969), né à Excideuil, est un médecin et biologiste[98].
- Ernest Gay (1847-1939), né à Excideuil, journaliste, écrivain, conseiller municipal de Paris et président du conseil général de la Seine.
- Marc Montagut (1816-1895), est un homme politique né à Excideuil.
- Le peintre Philippe Parrot (1831-1894), est né à Saint-Martin (commune d'Excideuil).
- Albert Roche, (1876-1939), député de la Dordogne de 1934 à 1936, est mort à Excideuil[99].
- Pierre Roux-Fazillac (1746-1833), né à Excideuil, militaire et homme politique, député de 1791 à 1795.

### Héraldique
| Blason de Excideuil | Blason  | De gueules à la tour d'argent, ouverte, ajourée et maçonnée de sable,.               |
| Blason de Excideuil | Détails | Le statut officiel du blason reste à déterminer.                                     |
| Blason de Excideuil | Alias   | De sinople au château d'or maçonné de sable, ouvert du champ, la herse d'or baissée. |

## Pour approfondir